# Ambulyx ochracea
Ambulyx ochracea is een vlinder uit de familie van de pijlstaarten (Sphingidae). De wetenschappelijke naam van de soort werd in 1885 gepubliceerd door Arthur Gardiner Butler.

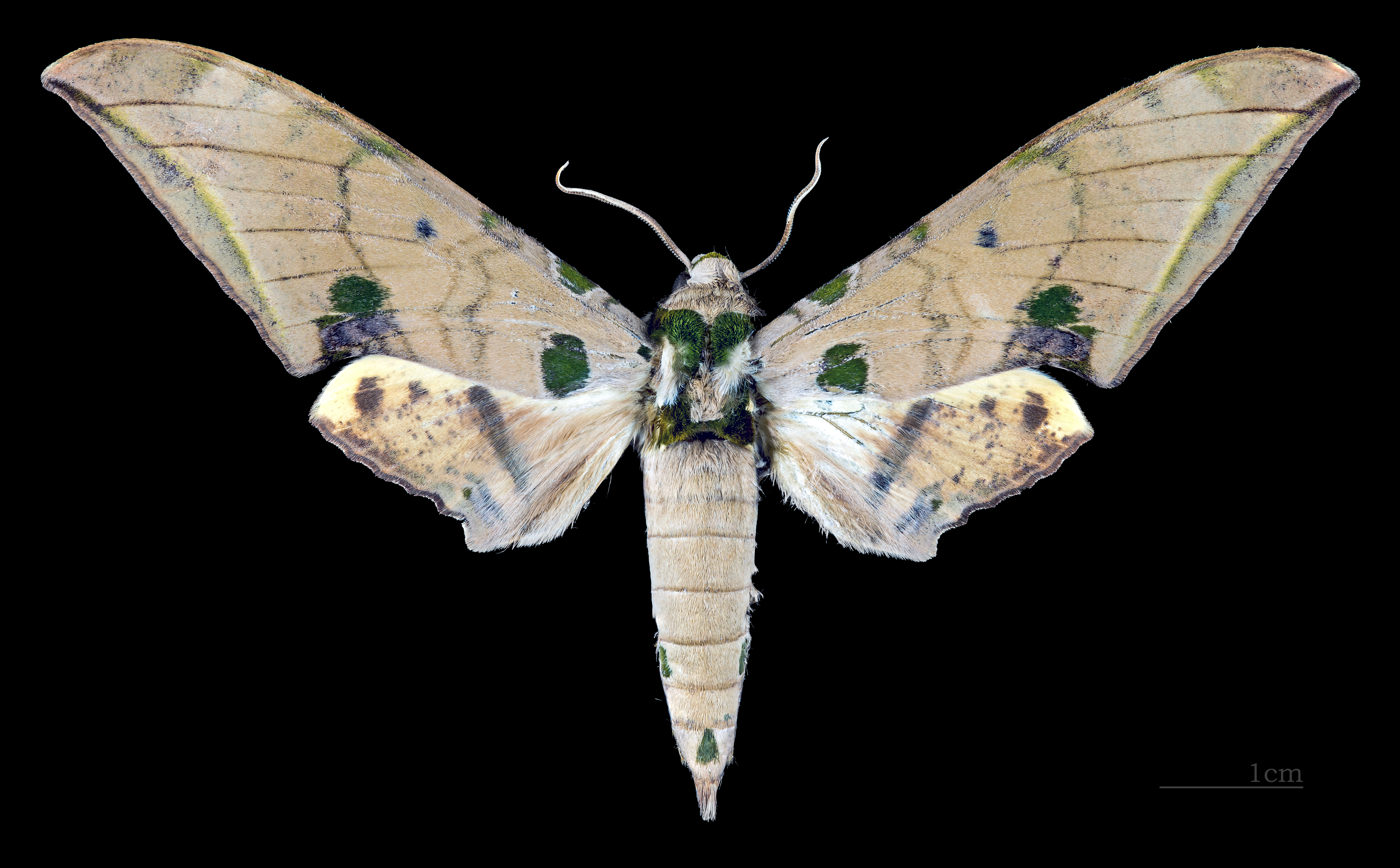
Ambulyx ochracea ♂
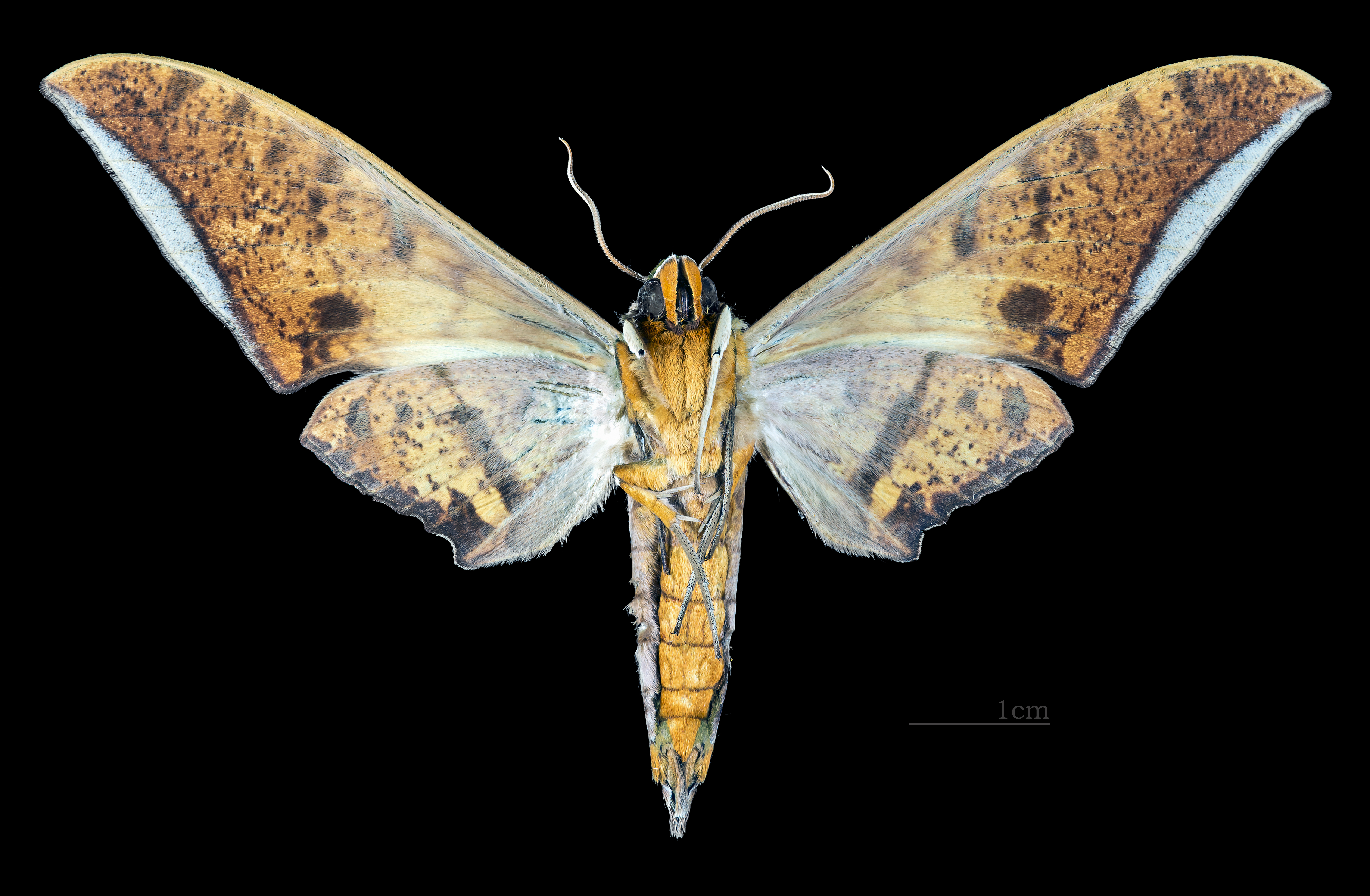
Ambulyx ochracea ♂ △